# Ephippiochthonius anophthalmus
Espèce
Synonymes
- Chthonius tetrachelatus anophthalmus Ellingsen, 1908
- Chthonius anophthalmus Ellingsen, 1908

Ephippiochthonius anophthalmus est une espèce de pseudoscorpions de la famille des Chthoniidae.

## Distribution
Cette espèce est endémique d'Algérie. Elle se rencontre dans des grottes vers Béjaïa.

## Description
Ce pseudoscorpion est anophtalme.

## Publication originale
- Ellingsen, 1908 : Biospéologica. VII. Pseudoscorpiones (seconde série). Archives de Zoologie Expérimentale et Générale, sér. 4, vol. 8, p. 415-420 (texte intégral).